# 雷波长蒴苣苔
雷波长蒴苣苔（学名：Didymocarpus leiboensis）为苦苣苔科长蒴苣苔属下的一个种。

## 扩展阅读
- 維基物種上的相關：雷波长蒴苣苔